# Liga de Campeones Femenina de la OFC 2024
La Liga de Campeones Femenina de la OFC 2024 fue la segunda edición del principal torneo de fútbol de clubes femenino de Oceanía organizado por la Confederación de Fútbol de Oceanía (OFC).
Se jugó del 10 al 23 de marzo en Honiara en las Islas Salomón.
El Auckland United de Nueva Zelanda ganó el título por primera vez después de derrotar al subcampeón de la edición anterior, el Hekari United, por 1-0 en la final.

## Equipos
Un total de 8 equipos de 8 (de 11) asociaciones miembros de la OFC participaron en la competición.

## Fase de grupos
El sorteo de la fase de grupos se realizó el 17 de enero de 2024 en  Auckland, Nueva Zelanda. Los 8 equipos fueron sorteados en dos grupos de cuatro.
Todas las horas son locales, SBT ( UTC+11 ).

#### Grupo A
| Pos. | Equipo         | Pts. | PJ | G | E | P | GF | GC | Dif. | Situación             |  | HEK | TAF | HEN | AVA |
| ---- | -------------- | ---- | -- | - | - | - | -- | -- | ---- | --------------------- |  | --- | --- | --- | --- |
| 1    | Hekari United  | 7    | 3  | 2 | 1 | 0 | 9  | 1  | +8   | Avanzan a semifinales |  | —   |     |     | 5–0 |
| 2    | Tafea          | 7    | 3  | 2 | 1 | 0 | 8  | 3  | +5   | Avanzan a semifinales |  | 1–1 | —   |     | 4–2 |
| 3    | Henderson Eels | 3    | 3  | 1 | 0 | 2 | 2  | 6  | −4   |                       |  | 0–3 | 0–3 | —   |     |
| 4    | Avatiu         | 0    | 3  | 0 | 0 | 3 | 2  | 11 | −9   |                       |  |     | 0–2 | —   |     |

 Fuente: OFC
| 10 de marzo de 2024 | Tafea | 1:1 | Hekari United | Estadio Nacional de Islas Salomón, Honiara, Islas Salomón |                                                |
| 12:00 UTC+11:00     |       |     |               | Asistencia: 300 espectadores Árbitro(s): [[ ]]            | Asistencia: 300 espectadores Árbitro(s): [[ ]] |

| 11 de marzo de 2024 | Avatiu | 0:2 | Henderson Eels | Estadio Lawson Tama, Honiara, Islas Salomón    |                                                |
| 12:00 UTC+11:00     |        |     |                | Asistencia: 261 espectadores Árbitro(s): [[ ]] | Asistencia: 261 espectadores Árbitro(s): [[ ]] |

| 13 de marzo de 2024 | Tafea | 4:2 | Avatiu | Estadio Lawson Tama, Honiara, Islas Salomón    |                                                |
| 12:00 UTC+11:00     |       |     |        | Asistencia: 124 espectadores Árbitro(s): [[ ]] | Asistencia: 124 espectadores Árbitro(s): [[ ]] |

| 13 de marzo de 2024 | Henderson Eels | 0:3 | Hekari United | Estadio Lawson Tama, Honiara, Islas Salomón    |                                                |
| 15:00 UTC+11:00     |                |     |               | Asistencia: 350 espectadores Árbitro(s): [[ ]] | Asistencia: 350 espectadores Árbitro(s): [[ ]] |

| 16 de marzo de 2024 | Hekari United | 5:0 | Avatiu | Estadio Lawson Tama, Honiara, Islas Salomón    |                                                |
| 12:00 UTC+11:00     |               |     |        | Asistencia: 200 espectadores Árbitro(s): [[ ]] | Asistencia: 200 espectadores Árbitro(s): [[ ]] |

| 16 de marzo de 2024 | Henderson Eels | 0:3 | Tafea | Estadio Lawson Tama, Honiara, Islas Salomón    |                                                |
| 15:00 UTC+11:00     |                |     |       | Asistencia: 312 espectadores Árbitro(s): [[ ]] | Asistencia: 312 espectadores Árbitro(s): [[ ]] |

#### Grupo B
Los partidos del Grupo B se adelantaron debido a problemas con la iluminación.
Los partidos inaugurales se retrasaron un día hasta el 10 de marzo de 2024 después del aplazamiento de un partido del Grupo A debido a que el campo estaba anegado.

| Pos. | Equipo          | Pts. | PJ | G | E | P | GF | GC | Dif. | Situación             |  | AUC | LAB | ASA | VEI |
| ---- | --------------- | ---- | -- | - | - | - | -- | -- | ---- | --------------------- |  | --- | --- | --- | --- |
| 1    | Auckland United | 7    | 3  | 2 | 1 | 0 | 7  | 1  | +6   | Avanzan a semifinales |  | —   |     |     | 1–0 |
| 2    | Labasa          | 5    | 3  | 1 | 2 | 0 | 3  | 1  | +2   | Avanzan a semifinales |  | 1–1 | —   |     | 2–0 |
| 3    | AS Academy      | 4    | 3  | 1 | 1 | 1 | 4  | 6  | −2   |                       |  | 0–5 | 0–0 | —   |     |
| 4    | Veitongo        | 0    | 3  | 0 | 0 | 3 | 1  | 7  | −6   |                       |  |     | 1–4 | —   |     |

 Fuente: OFC
| 12 de marzo de 2024 | Veitongo | 1:4 | AS Academy | Estadio Lawson Tama, Honiara, Islas Salomón    |                                                |
| 12:00 UTC+11:00     |          |     |            | Asistencia: 198 espectadores Árbitro(s): [[ ]] | Asistencia: 198 espectadores Árbitro(s): [[ ]] |

| 12 de marzo de 2024 | Labasa | 1:1 | Auckland United | Estadio Lawson Tama, Honiara, Islas Salomón    |                                                |
| 15:00 UTC+11:00     |        |     |                 | Asistencia: 300 espectadores Árbitro(s): [[ ]] | Asistencia: 300 espectadores Árbitro(s): [[ ]] |

| 14 de marzo de 2024 | AS Academy | 0:5 | Auckland United | Estadio Nacional de Islas Salomón, Honiara, Islas Salomón |                                                |
| 12:00 UTC+11:00     |            |     |                 | Asistencia: 100 espectadores Árbitro(s): [[ ]]            | Asistencia: 100 espectadores Árbitro(s): [[ ]] |

| 14 de marzo de 2024 | Labasa | 2:0 | Veitongo | Estadio Nacional de Islas Salomón, Honiara, Islas Salomón |                                                |
| 15:00 UTC+11:00     |        |     |          | Asistencia: 249 espectadores Árbitro(s): [[ ]]            | Asistencia: 249 espectadores Árbitro(s): [[ ]] |

| 17 de marzo de 2024 | Auckland United | 1:0 | Veitongo | Estadio Nacional de Islas Salomón, Honiara, Islas Salomón |                                                |
| 12:00 UTC+11:00     |                 |     |          | Asistencia: 150 espectadores Árbitro(s): [[ ]]            | Asistencia: 150 espectadores Árbitro(s): [[ ]] |

| 17 de marzo de 2024 | AS Academy | 0:0 | Labasa | Estadio Nacional de Islas Salomón, Honiara, Islas Salomón |                                                |
| 15:00 UTC+11:00     |            |     |        | Asistencia: 208 espectadores Árbitro(s): [[ ]]            | Asistencia: 208 espectadores Árbitro(s): [[ ]] |

## Fase eliminatoria
Los cuatro equipos en la fase eliminatoria jugaron bajo el sistema de eliminación simple, y cada eliminatoria se jugó a partido único en el Estadio Nacional de Islas Salomón.
|  | Semifinales     | Semifinales     | Semifinales     |                 |               | Final         | Final | Final |  |
|  |                 |                 |                 |                 |               |               |       |       |  |
|  |                 |                 |                 |                 |               |               |       |       |  |
|  | Hekari United   | Hekari United   | 2               |                 |               |               |       |       |  |
|  | Hekari United   | Hekari United   | 2               |                 |               |               |       |       |  |
|  | Labasa          | Labasa          | 0               |                 |               |               |       |       |  |
|  | Labasa          | Labasa          | 0               |                 | Hekari United | Hekari United | 1     |       |  |
|  |                 |                 |                 |                 | Hekari United | Hekari United | 1     |       |  |
|  |                 |                 | Auckland United | Auckland United | 0             |               |       |       |  |
|  | Auckland United | Auckland United | Auckland United | Auckland United | 0             | 2             |       |       |  |
|  | Auckland United | Auckland United |                 |                 |               | 2             |       |       |  |
|  | Tafea           | Tafea           | 1               |                 |               |               |       |       |  |
|  | Tafea           | Tafea           | 1               |                 |               |               |       |       |  |
|  |                 |                 |                 |                 |               |               |       |       |  |

### Semifinales
| 20 de marzo de 2024 | Hekari United | 2:0 (t. s.) | Labasa | Estadio Nacional de Islas Salomón, Honiara, Islas Salomón |                                                |
| 11:00 UTC+11:00     |               | Reporte     |        | Asistencia: 250 espectadores Árbitro(s): [[ ]]            | Asistencia: 250 espectadores Árbitro(s): [[ ]] |

| 20 de marzo de 2024 | Auckland United | 2:1 (t. s.) | Tafea | Estadio Nacional de Islas Salomón, Honiara, Islas Salomón |                                                |
| 15:00 UTC+11:00     |                 | Reporte     |       | Asistencia: 350 espectadores Árbitro(s): [[ ]]            | Asistencia: 350 espectadores Árbitro(s): [[ ]] |

### Final
| 23 de marzo de 2024 | Hekari United | 0:1     | Auckland United | Estadio Nacional de Islas Salomón, Honiara, Islas Salomón |                                                |
| 15:00 UTC+11:00     |               | Reporte |                 | Asistencia: 510 espectadores Árbitro(s): [[ ]]            | Asistencia: 510 espectadores Árbitro(s): [[ ]] |